# Walther Melzer
Walther Melzer, nemški general, * 7. oktober 1894, † 23. junij 1961.